# Кик-бокс
Кик-бокс је борилачки спорт настао у САД, мада има индиција да је можда настао у Јапану на основама бокса, каратеа, теквондоа, кунг фуа и других више или мање познатих борилачких спортова. Кик-бокс се вежба ради самоодбране, опште кондиције или као контактни спорт. Јапански кик-бокс настао је крајем 1950-их, и такмичења су се одржавала од тада.
Гард је преузет из бокса, дупли декунг. Ручне технике су из бокса, јер су најефикасније, ножне се већ нешто разликују од школе до школе, мада најбоље пролазе ударци из саватеа, јер су ножни ударци у том спорту доведени готово до савршенства. Једно правило приликом ударања ногом, јесте да пета твоје стајаће ноге гледа у противника, јер тада не ударате само ногом него и читавим телом. Иначе народ је у великој заблуди када се чак боји да тренира кик-бокс, јер мисли да су тамо све саме силеџије, а у већини случајева није тако. Друга заблуда је да није за жене, што је исто тако погрешно. Иначе веома добар спорт који развија и тело и дух, углавном су борци доста опуштени и прилично ментално јаки, а са том снагом иде и физичка.
У кик-боксу се разликује неколико дисциплина, то су: лајт-контакат, фул-контакт, лоу-кик, К-1.
Карактеристика лајт-контакта је да нема удараца у главу, а смије се ударати како рукама тако и ногама, па је он најсличнији каратеу. Фул-контакт је нешто грубљи, али није дозвољено ударати испод појаса, а смије се ударати како рукама, тако и ногама, с тим да се не сме ударати цеваницама.
У лоу-кику је дозвољено ударати испод појаса и цеваницама, па је он нешто грубљи. Најгрубљи је К-1 где су дозвољени ударци коленом, то је нека мешавина са тајландским боксом.
Основни циљ борца је надвладати противника бољом техником, брзином и снагом уз максималну сигурност, толеранцију, поштење и част. Вежба се углавном у земљама западне хемисфере. Европски начин практиковања тајландског бокса понекад се назива оријенталним кик-боксом. Скоро идентичан са кик-боксом јесте шут бокс, сем што су у стајању дозвољене полуге и бацања. У кик-боксу се користи максимална лична заштитна опрема која се састоји од кациге, штитника за зубе, штитника за прса (понајпре за жене), штитника за гениталије, рукавица, штитника за поткољенице, папуча итд.
Представник Србије у најјачим светским кик-бокс федерацијама IAKSA, ISKA је др Срђан Брковић.

## Контактне дисциплине
У рингу се одржавају пун контакт, низак ударац, К-1 правила, Тај кик-бокса. Остале се одржавају на татамију.

### Семиконтакт (полуконтакт)
Семиконтакт се назива борба на поене. Као што произилази из имена, ово је дисциплина у којој се два такмичара боре првенствено желећи да надвладају противника техником и брзином. Овде снага није потребна. Ударци су строго контролисани (једнаком интензитетом се задаје ударац као што се и повлачи рука или нога након ударца). Код сваког ударца у дозвољено место противника, борба се прекида и три судије одређују бодове, односно кретњом руком показују који је борац и колико освојио бодова. Бодови се сабирају и победник је онај који је освојио више бодова, односно задао више правилних удараца. Свако кориштење снажних удараца се кажњава. Ударци се задају рукама и ногама, а дозвољена подручја задавања ударца су предња страна главе и предња страна трупа. Борба се одвија на татамију (посебна танка струњача) или понекад на рингу. Такмичари су подељени у кадетској групи по тежини, а понегде и по висини, а у јуниорској и сениорској по тежини. Такмичења и групе су одвојена по полној основи.

### Лагани контакт
Лагани контакт је врло слична дисциплина која се за разлику од семиконтакта одвија у континуитету. Судија не прекида борбу већ три судије са стране записују бодове на бодовне листиће и на крају рунде додељују 10 бодова бољем борцу и 9 бодова слабијем борцу (бодовање врло слично као у боксу). Сви остали детаљи су исти као и код семиконтакта - опрема, дозвољени ударци и места удараца. Борба се одвија на татамију, али може и у рингу. Такмичари су подељени по тежинским категоријама, добним групама и по полу.

### Пуни контакт
Пуни контакт или амерички кик-бокс је дисциплина у којој је за циљ да се свлада противника снагом и јачином правилних удараца. Дозвољени су ударци у иста места како је и наведено за семи и лагани контакт, али се ударци задају уз брзину и технику и пуном снагом, одакле долази и назив ове дисциплине. Ако би се поредили, онда су ударци исти као у боксу, само што треба додати и ударце ногом у иста дозвољена места. Борба се одвија у рингу. Такмичари су подељени по тежинским категоријама. Централни (ринговни) судија првенствено брине о правилниости и регуларности борбе те сигурности бораца, а три бодовне судије региструју бодове и на крају борбе оцењују бољег с 10, а лошијег с 9 бодова. И овде постоји подела категорија по узрасту, тежини и полу.

### Ниски ударац
Ниски ударац, слободностилска правила или интернационална правила, такође је тзв. „тврда” дисциплина и осим уобичајених удараца рукама и ногама у предњи део главе и тела, дозвољени су и ударци ногама по ногама (горњем делу ногу - изнад кољена с предње, спољне и унутрашње стране) противника пуном снагом (бодују се само ударци по натколеници - док су ударци по потколеници када је противникова нога на поду - забрањени, а када је противникова нога подигнута, сматра се блокадом). Управо због тога такмичари носе кратке панталоне. Заштитна опрема - кацига, штитник за зубе, 10 Оз рукавице, бандаже, суспензор, штитници за поткољенице, заштитне папуче. У професионалном делу - не користи се кацига и штитници за потколенице). Остали детаљи су исти као и код фул контакта - бодовање, улога судија, заштитна опрема. Подела у тежинске категорије није иста као у пуном контакту. Борба се одвија у рингу.

### Tајски кик-бокс
Име само за себе говори одакле вуче основне елементе - из тајландског бокса, наравно уз нека ограничења у односу на пуно грубљи изворни тајландски бокс. „Тврда” дисциплина врло слична ниском ударцу, али треба нагласити да се борба не прекида ако су борци у активном клинчу. Борци имају могућност ударања свим ручним техникама као и потколеницом и коленима у главу, предњи део тела, бочни и стражњи - леђа (осим саме кичме противника. Дозвољено је хватање и бацање противника, али само преко наткољенице, никако уз подизање противника преко кука као у џудоу. Дозвољен је ударац запешћем из окрета тзв, „round back fist”. Сваки правилан ударац (и ручне и ножне технике као и бацања и чишћење) у дозвољено место се бодује. Нису дозвољени ударци лактом. Судије и бодовање једнако је као и код пуног контакта и ниског ударца. За разлику од семи, лаког, пуног контакта и ниског ударца, борци у тајском кик-боксу не носе заштитне папуче. Аматери носе еластични штитник за потколенице са штитником риста, док професионалци не носе никакве штитнике на ногама, евентуално стезнике за зглобове. Данас је тајски кик-боксинг познатији као К-1, што је заправо неправилно, јер је то назив једног такмичења, данас и система такмичења, а не дисциплине кик-бокса.

### К-1 правила
Бокс К-1 правила је познат под називима оријентална правила и јапански кик-бокс, те у новије време холандкси стил кик-бокса.

## Бесконтактне дисциплине
Ове дисциплине се одржавају на татамију.

### Музичке форме
Музичке форме или омузичене кате, је дисциплина у којој се такмичар „бори” са замишљеним противником, а борба симболизује један од познатих начина и стилова борбе (нпр. тврде - тзв. јапанске или меке - тзв. кинеске борилачке вештине). Међутим, врло је важно нагласити да су кик-боксне форме креативне, слободне у извођењу, а нису као у другим борилачким вештинама строго дефиниране. Врло карактеристично је да је такмичар концентрисан првенствено да својим правилно изведеним ударцима и техникама ствара утисак противника испред себе, да је усклађен с музиком, те да је стално у покрету и максимално уравнотежен. Својим покретима такмичари врло често имитирају стил или начин борбе појединих животиња. На светским првенствима ужитак је гледати како врхунски такмичари приказују борбу лабуда, мајмуна, пијанца, змије, борбу с више противника. Постоје музичке форме које су тврде и меке, те с оружјем и без оружја. Врло су атрактивне и врло често се приказују као борилачки шоу у паузама пре наведених „тврдих” кик-боксних дисциплина. Данас се напори усмеравају да се у кик-боксу још више направи разлика од форми постојећих борилачких вештина, те стога основна карактеристика - синхронизација с музиком постаје императив и на тај начин се разликује од карате и теквондо форми (које немају музику и строго су дефинисане), као и од вушу, тзв. меких форми које нису синхронизоване с музиком. Судије (5 судија) бодују у распону од 5 до 10, а бодује се синхронизација, број, тежина и сложеност изведених кик-бокс техника, кореографија, правилност изведених удараца, баратање с оружјем, равнотежа, фокусираност.